# Cetatea Tricule
Cetatea Tricule (alternativ Tri-Kule) a fost o fortificație medievală situată pe malul Dunării. În prezent se văd ruinele a două turnuri, care au rezistat construcției Barajului Porțile de Fier.

## Istoric
Cetatea este atestată din anul 1419, într-o diplomă prin care regele Sigismund de Luxemburg încredința cavalerilor teutoni apărarea cetății din Svinița, pentru a asigura sistemul defensiv împotriva Imperiului Otoman. În anul 1443 cetatea a fost enumerată în lista obiectivelor militare a căror susținere revenea Banatului de Severin.
Conform Tratatului de la Sviștov⁠(en)[traduceți], care a fixat frontiera în urma Războiului Austro-Turc (1788–1791), edificiul a fost folosit ca oficiu vamal imperial austriac. Cel târziu în 1872 edificiul nu a mai fost folosit ca vamă și s-a degradat.

## Galerie de imagini

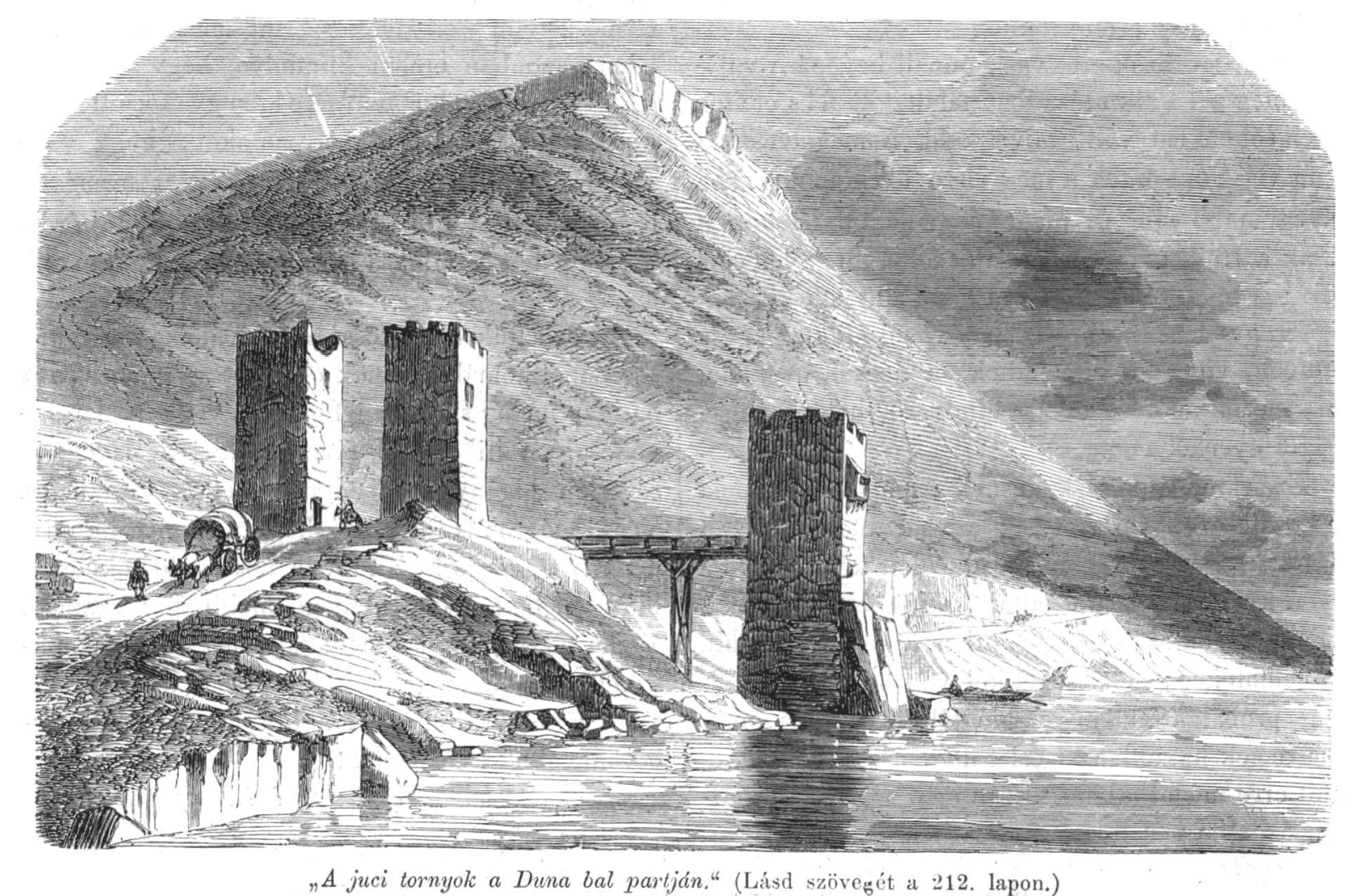
Gravură publicată în 1865
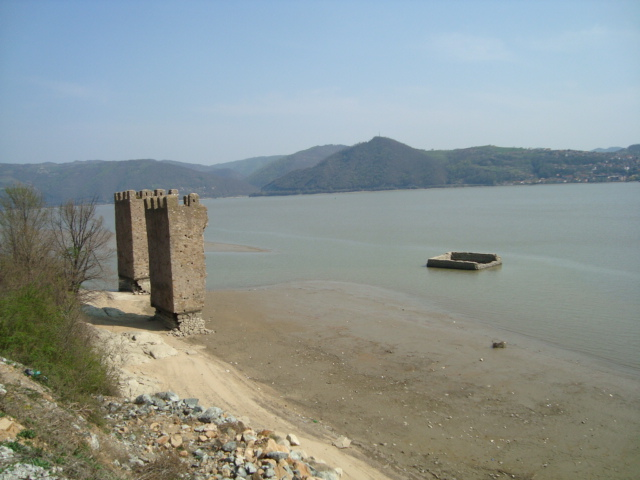
Trikule Svinița în prezent
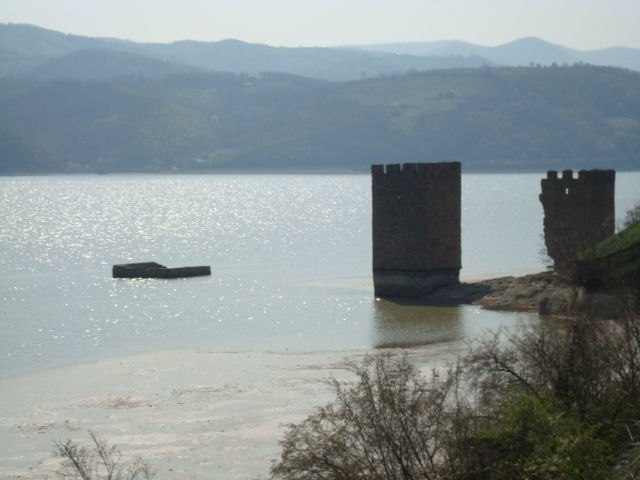
Cetatea Trikule azi